# Gabriel Pirani
Gabriel Cordeiro Pirani (Penápolis, 12 aprile 2002) è un calciatore brasiliano, centrocampista del D.C. United.

## Caratteristiche tecniche
Centrocampista molto abile negli inserimenti offensivi, può agire da mezzala sinistra o da trequartista.

## Carriera
Cresciuto nel settore giovanile del Santos, il 27 luglio 2018 firma il suo primo contratto professionistico di durata triennale; il 3 febbraio 2020 rinnova per un'ulteriore stagione ed un anno più tardi debutta in prima squadra giocando l'incontro di Série A vinto 2-0 contro il Bahia.
Il 28 febbraio 2021 realizza la sua prima rete, contro il Santo André nel Campionato Paulista ed il 9 marzo seguente esordisce in Coppa Libertadores rimpiazzando Sandry nella ripresa del match vinto 2-1 contro il Deportivo Lara.

## Statistiche
Statistiche aggiornate al 18 agosto 2023.

### Presenze e reti nei club
| Stagione        | Squadra         | Campionato      | Campionato | Campionato | Coppe nazionali | Coppe nazionali | Coppe nazionali | Coppe continentali | Coppe continentali | Coppe continentali | Altre coppe | Altre coppe | Altre coppe | Totale | Totale | Totale |
| Stagione        | Squadra         | Comp            | Pres       | Reti       | Comp            | Pres            | Reti            | Comp               | Pres               | Reti               | Comp        | Pres        | Reti        | Pres   | Reti   |        |
| --------------- | --------------- | --------------- | ---------- | ---------- | --------------- | --------------- | --------------- | ------------------ | ------------------ | ------------------ | ----------- | ----------- | ----------- | ------ | ------ | ------ |
| 2020            | Santos          | A1/SP+A         | 0+1        | 0          | CB              | 0               | 0               | CL                 | 0                  | 0                  |             | -           | -           | 1      | 0      |        |
| 2021            | Santos          | A1/SP+A         | 8+32       | 1+3        | CB              | 6               | 0               | CL+CS              | 10+4               | 1+0                |             | -           | -           | 60     | 5      |        |
| 2022            | Santos          | A1/SP+A         | 5+3        | 0          | CB              | 1               | 0               | CS                 | 5                  | 0                  |             | -           | -           | 14     | 0      |        |
| 2022            | Cuiabá          | A               | 10         | 1          | CB              | 0               | 0               |                    | -                  | -                  |             | -           | -           | 10     | 1      |        |
| 2023            | Santos          | A1/SP           | 2          | 0          | CB              | 0               | 0               |                    | -                  | -                  |             | -           | -           | 2      | 0      |        |
| Totale Santos   | Totale Santos   | Totale Santos   | 49         | 4          |                 | 7               | 0               |                    | 19                 | 1                  |             | -           | -           | 75     | 5      |        |
| 2023            | Fluminense      | A/RJ+A          | 6+9        | 1+1        | CB              | 4               | 0               | CL                 | 5                  | 0                  |             | -           | -           | 24     | 2      |        |
| Totale carriera | Totale carriera | Totale carriera | 76         | 7          |                 | 11              | 0               |                    | 24                 | 1                  |             | -           | -           | 111    | 8      |        |